# William McGregor Paxton
William McGregor Paxton (Baltimore, 22 juni 1869 – Newton (Massachusetts), 13 mei 1941) was een Amerikaans schilder. Hij wordt wel gerekend tot het impressionisme, maar zijn werk valt vooral op door de onmiskenbare invloeden van Johannes Vermeer.

## Leven en werk
Paxton won op zijn achttiende een studiebeurs en ging naar Cowles Art School, waar hij studeerde met de schilder Dennis Miller Bunker. Een tijd lang volgde hij ook kunststudies te Parijs, samen met Jean-Léon Gérôme. Na zijn terugkeer naar Boston studeerde hij opnieuw te Cowles met zijn vriend Joseph DeCamp en ontmoette zijn toekomstige vrouw Elizabeth Okie, die daar ook studeerde, en later veelvuldig model voor hem stond. Na hun huwelijk vestigden ze zich in Newton, Massachusetts.
Paxton maakte vooral naam als portretschilder en legde onder andere Grover Cleveland en Calvin Coolidge op het doek vast. Hij maakte deel uit van de impressionistisch georiënteerde Bostonse School en stond bekend om zijn buitengewone aandacht voor licht en detail. Vaak schilderde hij geïdealiseerde jonge vrouwen in prachtige interieurs. Hij werd daarbij vooral geïnspireerd door Johannes Vermeer, wiens werkwijze hij nauwgezet bestudeerde. Net als Vermeer legde hij de focus in zijn schilderijen niet overal gelijk en werkte hij het belangrijkste gedeelte van zijn schilderwerken vaak met meer detail uit.
Paxton gaf van 1906 tot 1913 les aan de Museumschool te Boston. Hij overleed op 72-jarige leeftijd aan een hartaanval terwijl zijn vrouw voor hem poseerde.

## Galerij

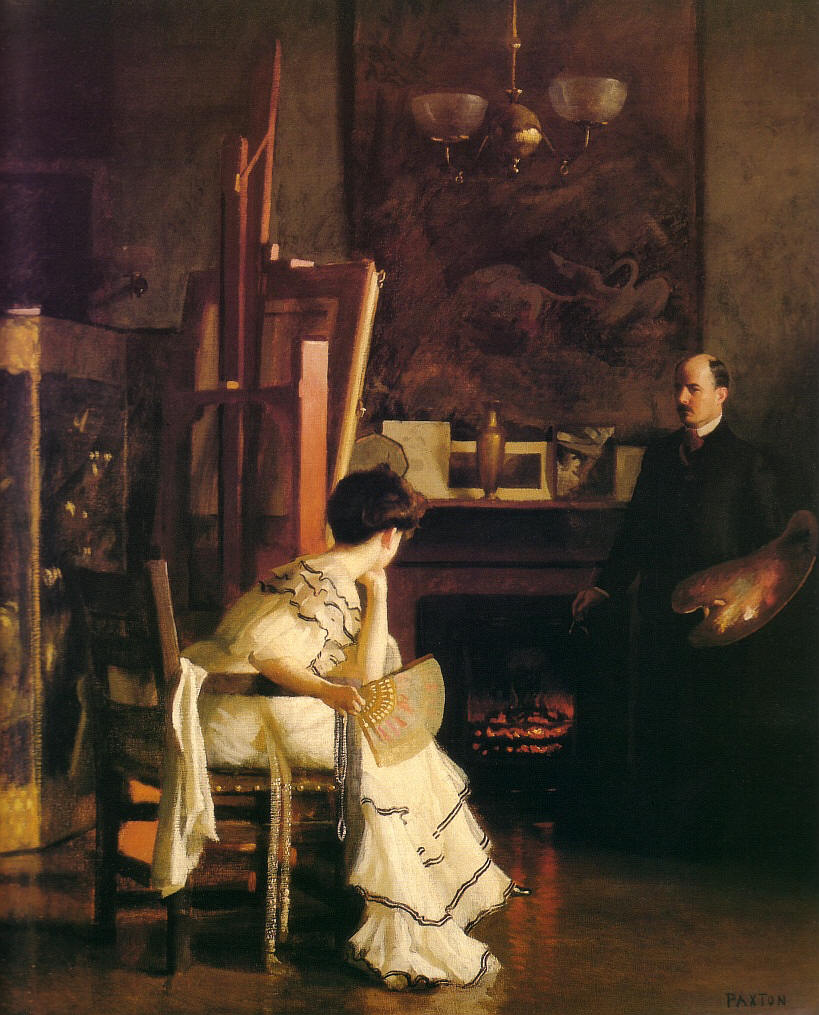
In the studio (zelfportret met zijn vrouw), 1905
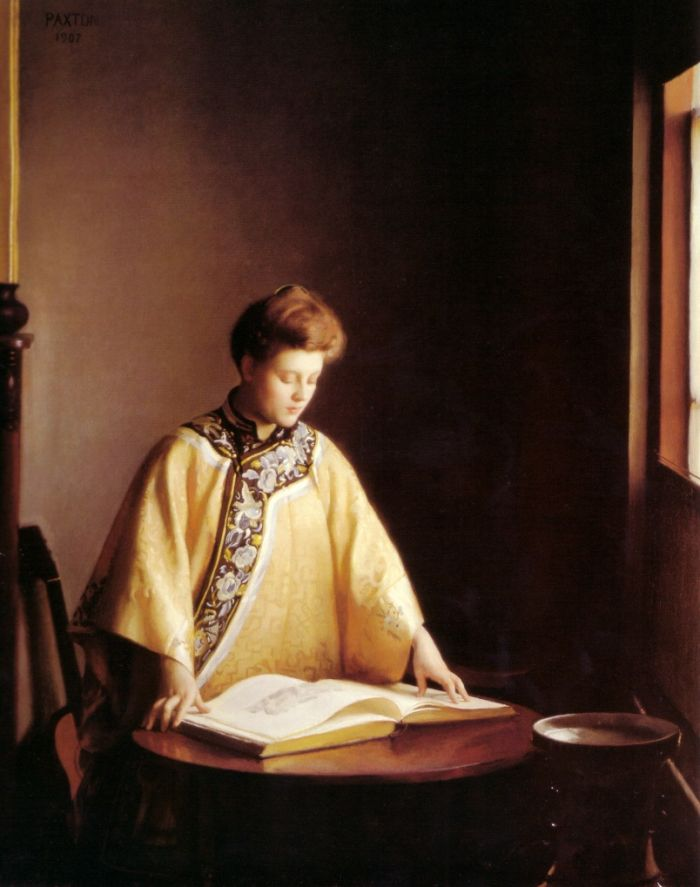
The yellow jacket, 1907
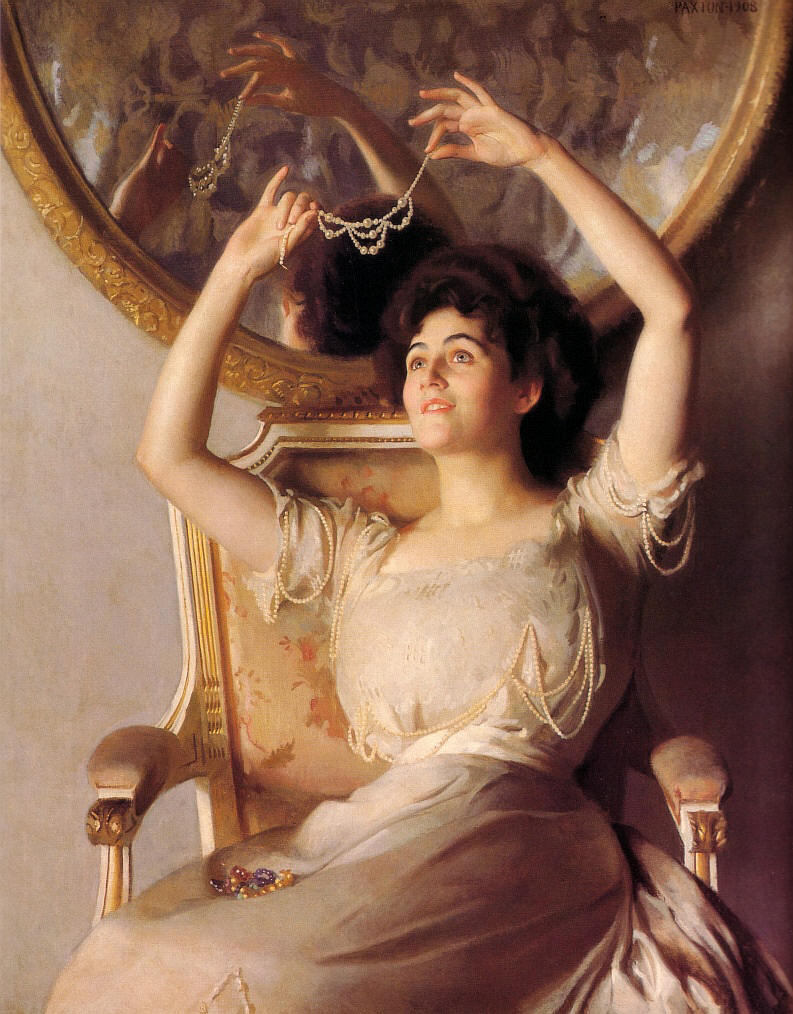
The string of pearls, 1908
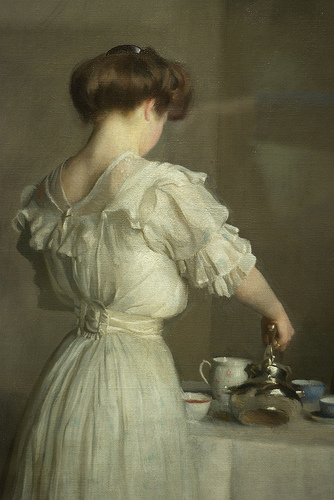
Tea leaves (detail, mrs. Paxton), 1909
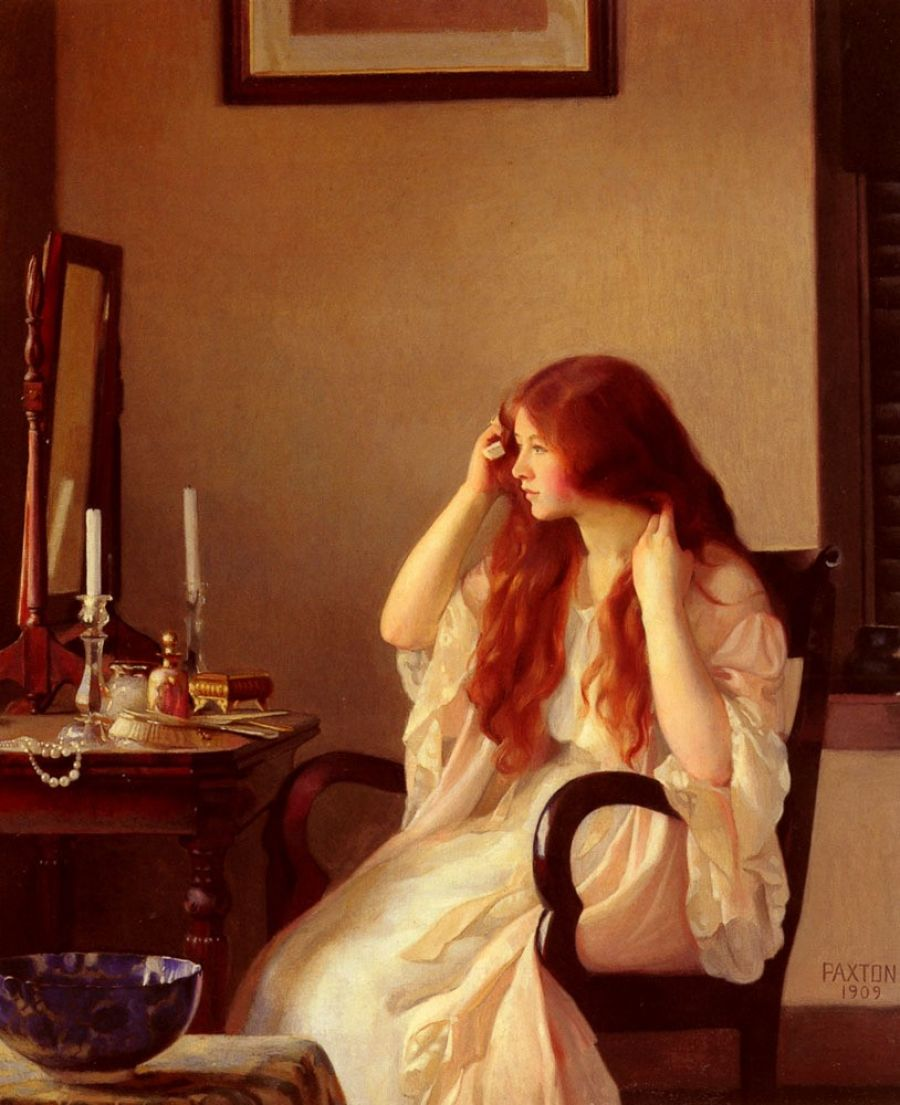
Girl combing her hair, 1909
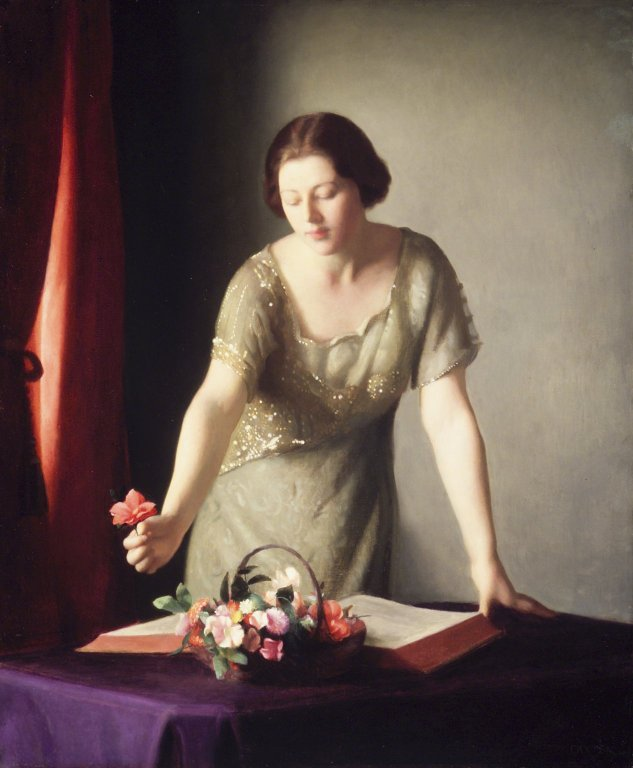
Girl arranging flowers, 1921
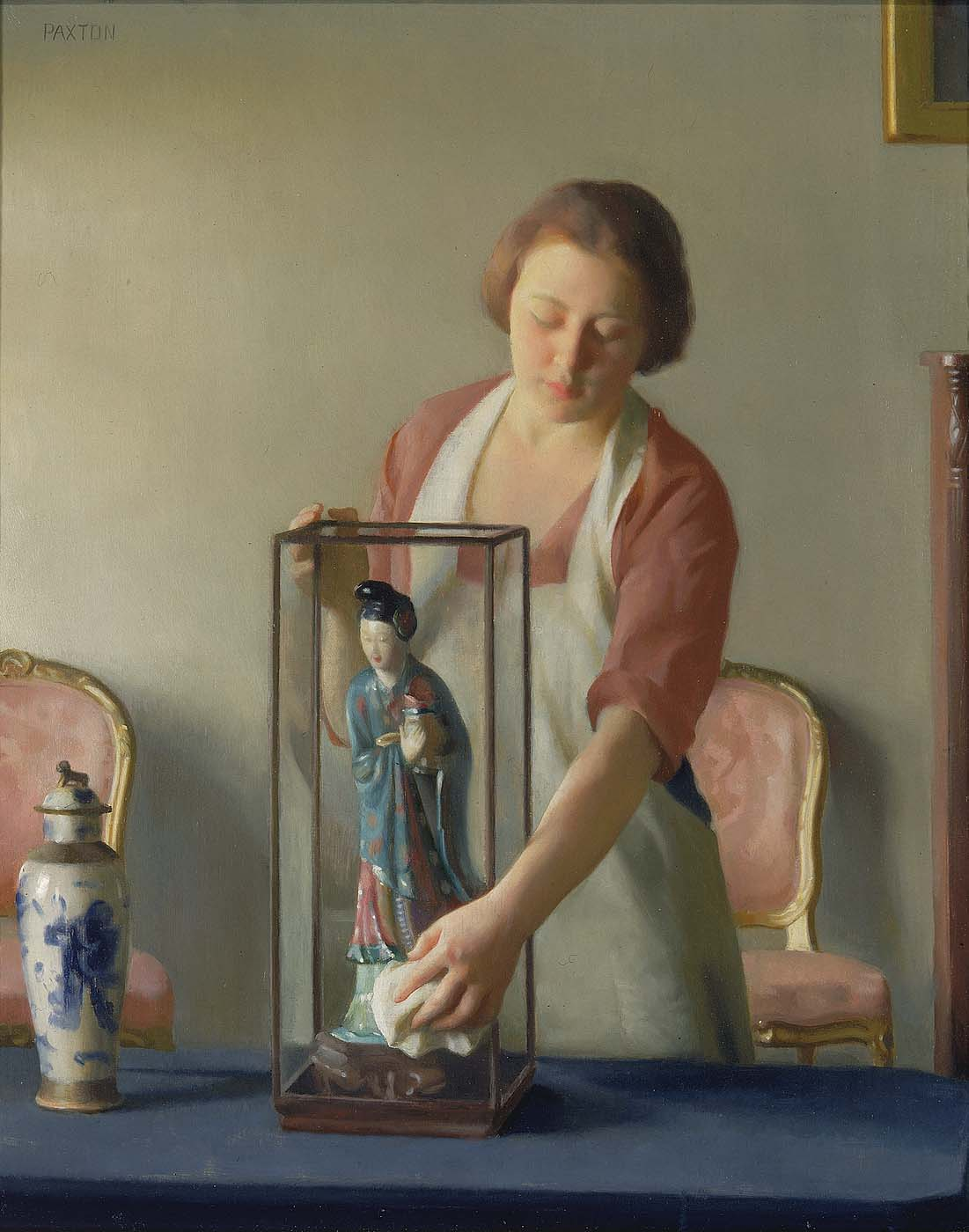
The figurine, 1921
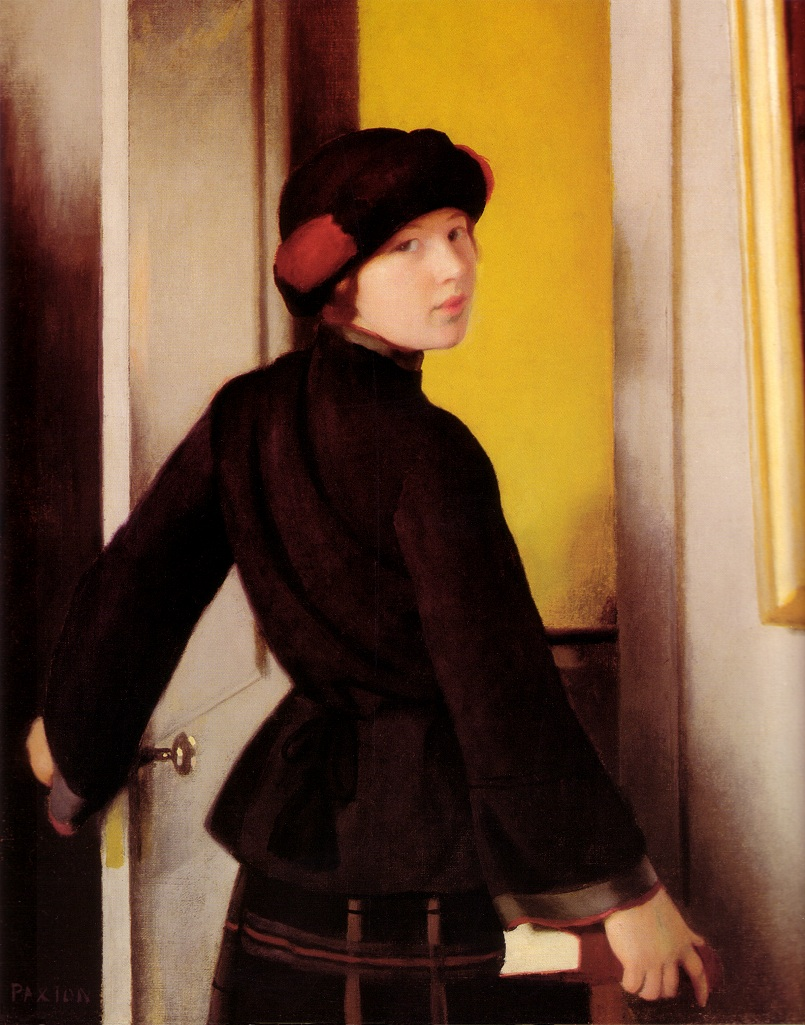
Leaving the studio, 1921
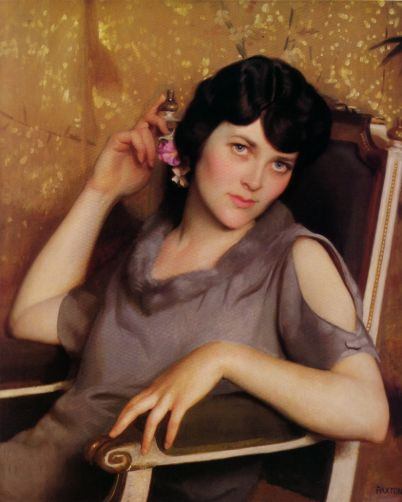
Pretty girl, 1926
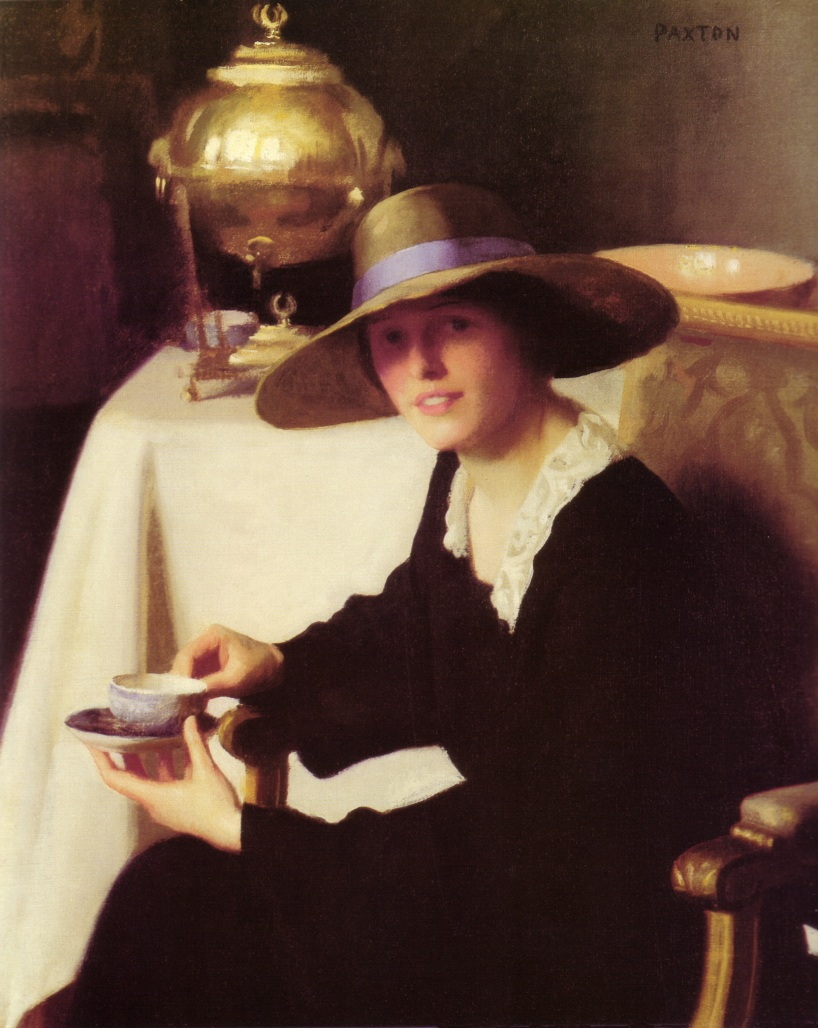
The samovar, 1926